# Swami Satchidananda
Swami Satchidananda Saraswati (22 de diciembre de 1914 - 19 de agosto de 2002) nació bajo el nombre de Ramaswami Gounder. Fue un maestro espiritual y monje hindú que se hizo famoso durante su residencia en Nueva York. Fue el autor de varios libros espirituales, incluidos obras ilustradas de Hatha Yoga. Es muy conocido en India por haber sido el gurú del actor de cine Rajinakanth.

## Primeros años
Satchidananda nació en una familia pía y devota en Chettipalayam, una pequeña villa en Coimatore, en Tamil Nadu, India. Sus padres lo llamaban "Ramu". Se mantuvo como vegetariano toda su vida y se alejaba de la ingesta carne todo el tiempo. Se graduó de estudios agrícolas y tomó un puesto en la Firma de su tío en la importación de motocicletas. Después se empleó en la compañía de Nacional de Obras Eléctricas de la India. Durante este período se casó y tuvo dos hijos. Su esposa murió cinco años más tarde y Swami Satchidananda dejó sus hijos al cuidado de su suegra y se embarcó en su viajes espiritual.

## Búsqueda espiritual
Tras la repentina muerte de su esposa, Satchidananda viajó por casi toda la India, meditó en los lugares más sagrados del hinduismo y estudió con renombrados maestros espirituales. Por años, Satchidananda buscó a verdaderos maestros, santos y sabios. Finalmente, entró en la vida monástica en la orden de Ramakrishna y se le dio el nombre de Hermano Sambasiva Chaitanya. Mientras estuvo en el Ashram su empleo fue como cuidador de unos huérfanos. Durante este período también estudio con Ramana Maharshi. Posteriormente dejó el ashram porque no podía soportar ver el dolor de Ramana Maharshi mientras este tenía el cáncer en el brazo. Ramana Maharishi falleció apenas un poco después de la partida de Satchidananda. Finalmente encontró a su verdadero Gurú, Swami Sivananda Saraswati, quien lo ordenó y le dio los votos finales de Sannyasa en el año de 1949 y le dio el nombre de Swami Satchidananda Saraswati.
El nombre Satchidananda proviene de la composición "Sat" (सत्) "Verdad", Chit (चित्) y Ananda (आनंद), que signinifica en Sánscrito "Verdad, Conciencia y Dicha", que expresa los atributos de Brahma, el Dios creador del hinduismo. 
En la década de los 1950 y hasta los 60's, Satchidananda dirigió el Ashram Kandy Thapovanam de Sivananda, ubicado en Sri Lanka. Durante este temporada de su vida Satchidananda enseñó Yoga y fue criticado por otros debido a que manejó un auto (para viajar más rápidamente), utilizó reloj (para ser puntual), entre otras cosas.

## En Estados Unidos
Visitó Estados Unidos en 1966 y en Nueva York enseñó Yoga a petición del artista Peter Max. Pronto, tramitó su nacionalidad y desde allí enseñó Yoga, servicio desinteresado (Seva), ecumenismo e Iluminación.
Se volvió notable cuando fue uno de los oradores durante el Festival de Woodstock en 1969. Durante varios años escribió numerosos libros y dio muchas conferencias. También ordenó a varios discípulos occidentales en Sanyasa. Fundó el Instituto Integral de Yoga y Yogaville. Se convirtió también en el Gurú de varias estrellas de Hollywood y músicos pop. 
El 19 de agosto de 2002 falleció en Tamil Nadu debido a la ruptura de un aneurisma torácico.